# Alan Rendall
Alan Rendall (Kirkwall, 18 de julho de 1963) é um físico matemático britânico. Trabalha com gravitação (relatividade geral) na análise geométrica e na teoria das equações diferenciais parciais.
Rendall estudou matemática na Universidade de Aberdeen, onde obteve o bacharelato em 1984 e um doutorado em matemática em 1987, orientado por G. S. Hall, com a tese Some aspects of curvature in general relativity. Como pós-doutorando esteve no Instituto Max Planck de Astrofísica em Garching bei München (e em 1992 foi professor assistente visitante na Universidade de Syracuse. Em 1994/1995 pesquisou no Institut des Hautes Études Scientifiques. A partir de 1995 esteve no Instituto Max Planck de Física Gravitacional em Golm, distrito de Potsdam.
Em 2000 obteve a habilitação na Universidade Técnica de Berlim, com o tema Globale Eigenschaften von Lösungen der Einsteingleichungen mit Materi, onde continuou a atuar como Privatdozent.
Em 1997 recebeu o Prêmio Whittaker.

## Obras
- Theorems on Existence and Global Dynamics for the Einstein Equations, Living Reviews in Relativity 8, 2005, 6, Online.
- Partial Differential Equations in General Relativity, Oxford University Press, 2008.